# Нашествие викингов на Британские острова
Нападения викингов на британские земли началось не позже VIII века. Первоначально это были короткие грабительские набеги, целью которых было ограбить населённый пункт или монастырь и скрыться с добычей до подхода регулярных сил противника. Разрозненные и внутренне неустроенные ранние королевства англосаксов не могли обезопасить ни своё побережье, ни свои поселения от этих набегов. В конце VIII века викинги захватили Фарерские, Шетлендские, Оркнейские и Гебридские острова и использовались их в качестве базы для рейдов на территорию Великобритании. На захваченных землях местное гэльское население начало смешиваться с захватчиками-скандинавами.

## Дальнейшее развитие событий
В IX веке набеги викингов носят более масштабный характер. В 860-е годы викинги в составе т. н. Великой языческой армии завоевали Нортумбрию, затем Восточную Англию и уже не стали возвращаться домой, а обосновались на занятых землях. В 871 году ещё одна армия прибыла для усиления предыдущей и вместе в 874 году викинги завоевали Мерсию. Так под контролем викингов оказалась значительная часть Гептархии. Королей этих государств либо убивали, либо заключали с ними мирные договоры на своих условиях. Решительным успехам захватчиков способствовали усобицы между англосаксонскими королевствами.

## Сопротивление
Более-менее успешно викингам сопротивлялся только Уэссекс, где в 871 году к власти пришёл молодой король Альфред. Проведя военную реформу с целью усиления армии и улучшения обороноспособности страны, Альфред успешно отражал набеги викингов на свои границы и в то же заключил с ними перемирие, которое те вскоре нарушили. В 877 году викинги во главе с конунгом Гутрумом, провозгласившем себя королём Восточной Англии, начали полномасштабное вторжение в Уэссекс.